# Iglesia de Nuestra Señora de la Portería
La iglesia de Nuestra Señora de la Portería, comúnmente conocida como iglesia de Daraga, es un templo católica en el municipio de Daraga, en la provincia de Albáy (Filipinas) bajo la jurisdicción de la diócesis de Legazpi. La iglesia fue construida por los franciscanos en 1772 bajo el patrocinio de Nuestra Señora de la Portería. Ciertas secciones del edificio fueron declarados Tesoro Cultural Nacional de Filipinas en 2007.

## Historia

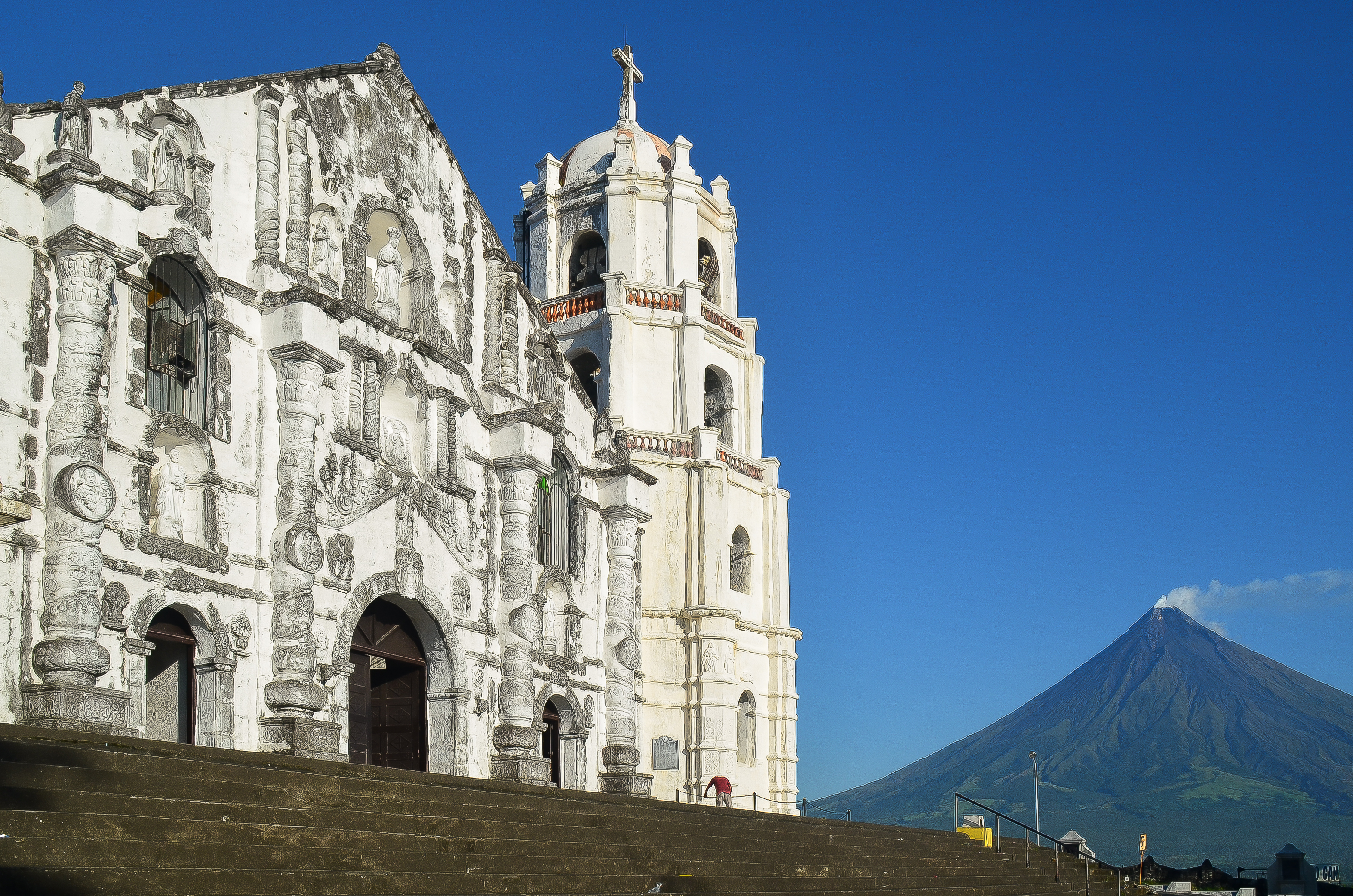
La iglesia junto al volcán Mayón.

El propio pueblo de Daraga fue originalmente un asentamiento de personas que se mudaron de Cagsawa, que temían otra erupción del monte Mayón en esa región. Solicitaron permiso del gobierno español para establecer una nueva comunidad e iglesia al sur de Cagsawa. El gobernador general Simón de Salazar concedió el permiso mediante comunicación al alcalde de la provincia de Camarines, de fecha 12 de junio de 1772.
La actual iglesia de Daraga fue construida bajo la dirección de los sacerdotes franciscanos en 1773, erigida en la cima de una colina en el barangay Santa María con vistas al volcán Mayón. Cuando el monte entró en erupción el 1 de febrero de 1814, los residentes de Cagsawa se trasladaron a Daraga tras la destrucción de su iglesia. Sin embargo, era una creencia común que la iglesia de Daraga fecha de después de la erupción del Mayón y que reemplazó a la iglesia de Cagsawa. El templo quedó consagrado a Nuestra Señora de la Portería en 1854.
La iglesia sufrió graves daños por bombarderos militares conjuntos estadounidenses y filipinos durante la Segunda Guerra Mundial en 1945, y fue renovada apresuradamente después de la guerra utilizando una mezcla de estilos gótico renacentista y barroco mexicano. El edificio fue rediseñado para seguir las normas del Concilio Vaticano II de 1971 a 1973. En 1991, el altar fue devuelto a su posición original. La iglesia está bajo medidas de preservación y rehabilitación para evitar el deterioro.
El Instituto Histórico Nacional (ahora Comisión Histórica Nacional de Filipinas) aportó a la construcción una placa histórica el 16 de octubre de 2008. El Museo Nacional de Filipinas incluyó la fachada oriental y occidental, el campanario y el baptisterio de la iglesia como Tesoro Cultural Nacional en 2007.

## Arquitectura
La iglesia es conocida por su estilo arquitectónico churrigueresco en su fachada, un ejemplo de arquitectura barroca. Sus muros están formados por rocas volcánicas, abundantes en la zona. La fachada blanca actual es el resultado de una capa de cal para protegerla del deterioro. Es una de las pocas iglesias del país que cuenta con columnas salomónicas. Las cuatro columnas llevan medallones redondos, cada uno con imágenes talladas de los cuatro evangelistas. Otra característica de la fachada es la ausencia de columnas verticales o cornisas horizontales.
En la nave principal y en el campanario adyacente hay grabadas estatuas de santos, en su mayoría franciscanos, y raros sellos religiosos como los escudos de armas de la orden franciscana, la tiara del Papa con las llaves y las cinco llagas o estigmas de San Francisco de Asís, que sobrevivieron a la Segunda Guerra Mundial. El arco sobre la entrada tiene una inscripción en latín que reza: «Bene fundata est domus Domini supra firmam petram» (Bien fundada está la casa del Señor sobre roca firme). También presenta los símbolos tallados en piedra de las tres virtudes teologales (esperanza, fe, caridad) y de la Eucaristía.

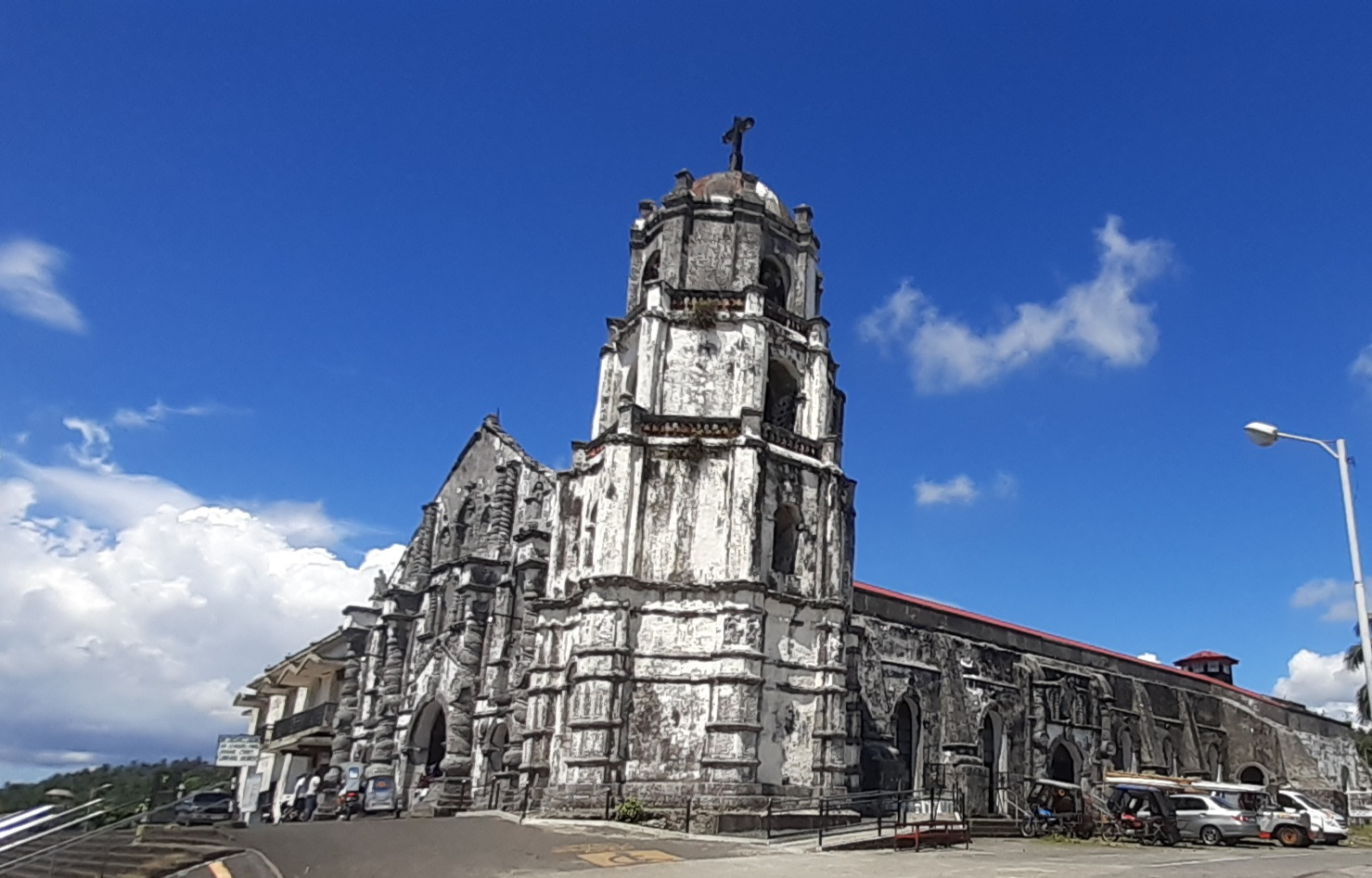
El campanario de la iglesia de Daraga.

El campanario octogonal, situado en el flanco izquierdo de la iglesia, tiene imágenes talladas de los doce apóstoles distribuidas en las seis caras de la base. La torre cuenta con cuatro niveles, cada uno de ellos ahusado hacia arriba y rematado con una cúpula y una cruz.